# Infiniti QX4
Der Infiniti QX4 ist ein Geländewagen der zu Nissan gehörenden japanischen Automobilmarke Infiniti, der von 1996 bis 2002 in Japan gebaut wurde und auf dem Nissan Pathfinder R50 basiert. Er wurde vornehmlich in Nordamerika angeboten und war das erste Modell von Infiniti im SUV-Segment. In Japan wurde das Modell als Nissan Terrano Regulus vermarktet. 2003 wurde der QX4 durch den kleineren Infiniti FX und den größeren QX56 ersetzt.

## Übersicht
Der QX4 war eine Antwort auf die ebenfalls japanischen Premium-SUVs Acura SLX und den etwas größeren Lexus LX 450 im aufstrebenden Segment der Premium-Geländewagen.
Zu den wichtigsten Unterschieden zwischen dem QX4/Terrano Regulus und dem Pathfinder gehören die gehobene Innenausstattung und ein eigenständiges Design. Der QX4/Terrano Regulus wurde als Luxusfahrzeug vermarktet und bot mit einem Allradantrieb und einer Bodenfreiheit von 21,1 cm Geländegängigkeit.

### Facelift
Mit dem Facelift 2000 erhielt der QX4 ein aktualisiertes Außendesign und einen überarbeiteten Innenraum, darunter ein neues Armaturenbrett mit integrierter Analoguhr, 17-Zoll-Leichtmetallräder und Xenon-HID-Scheinwerfer. Außerdem wurde ein QX4-Modell mit Hinterradantrieb eingeführt (von 1997 bis 2000 war er nur mit Allradantrieb erhältlich).
Ab dem Jahr 2001 wurde ein Abstandsregeltempomat angeboten. Der QX4 teilte sich den intelligenten Tempomat von Nissan mit der Infiniti-Flaggschifflimousine Q45. Mit Hilfe von Lasersensoren beschleunigte oder verlangsamte das System den QX4 automatisch, um einen konstanten Abstand zu vorausfahrenden Fahrzeugen zu halten. Ebenfalls neu und zusätzlich erhältlich war ein überarbeitetes Audiosystem sowie Audiobedienelemente für das verfügbare Leder- bzw. Holzlenkrad. Das optionale Video-Entertainment-System für die Rücksitze bot die Wahl zwischen Videorekorder und DVD-Player.
Ab 2002 gehörten zur Serienausstattung erstmals vorhangartige Seitenairbags. Außerdem waren nun 17-Zoll-Räder, ein elektrisches Schiebedach, ein Fahrersitz mit Memory-System und das Leder-/Holzlenkrad mit Audio-Bedienelementen serienmäßig verbaut. Zu den Zusatzoptionen gehörten beheizbare Sitze vorne und hinten.

### Technik
Der QX4 wurde von 1997 bis 2000 von einem 170 PS (125 kW) starken 3,3-Liter-V6 angetrieben. Im Jahr 2000 gab es eine größere Überarbeitung für das Modelljahr 2001, mit einem neuen 3,5-Liter-V6-Motor der VQ-Serie (der später auch im G35 und FX35 zu finden war), der die Leistung auf 243 PS (179 kW) erhöhte. Der Zahnriemen wurde durch eine Steuerkette und der Zündverteiler durch eine Einzelspulen-Zündanlage ersetzt.

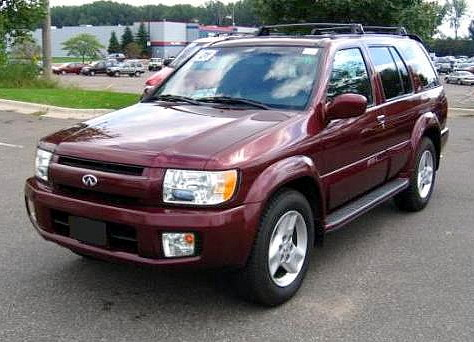
Infiniti QX4 (2001–2003)
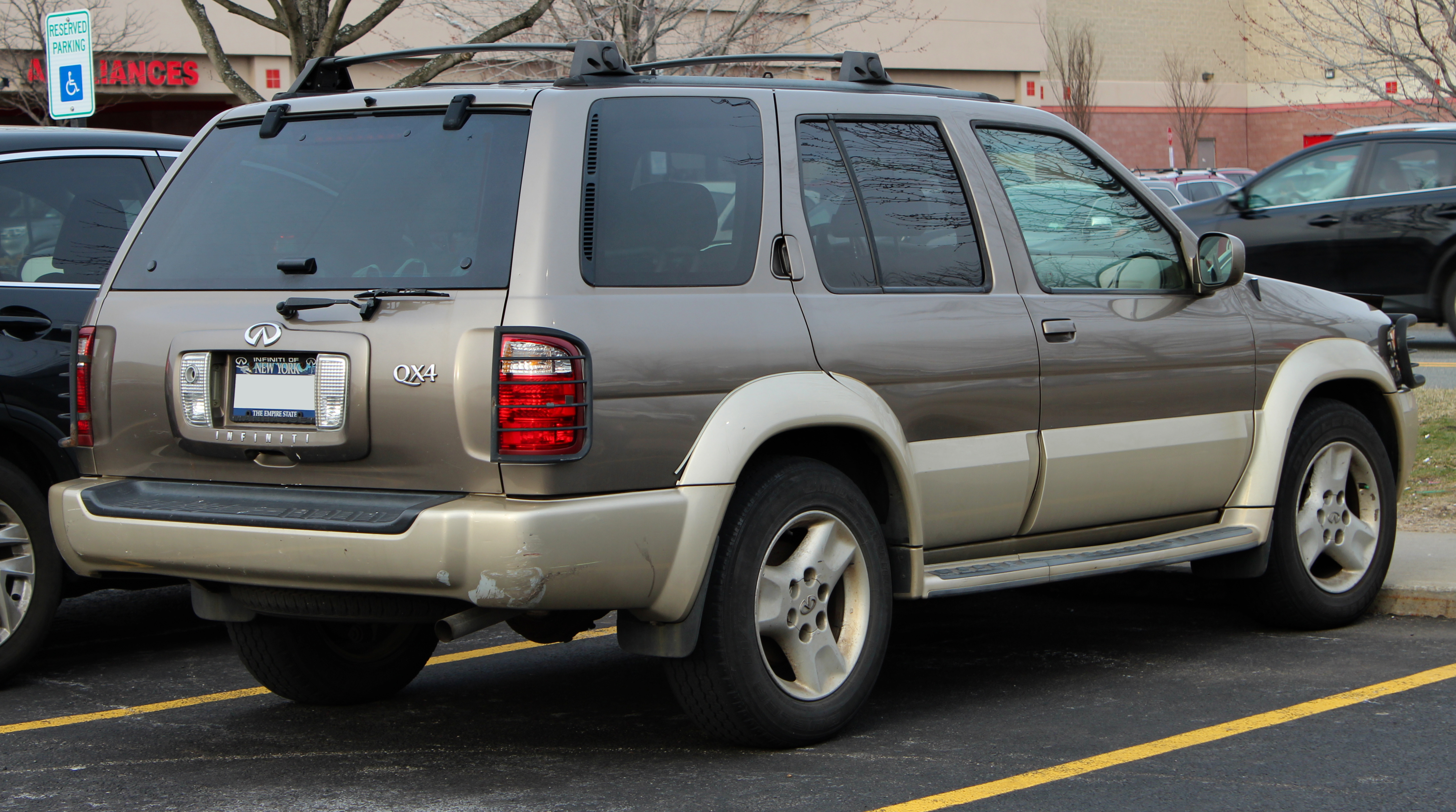
Heckansicht

## Produktionsende
Der QX4 wurde 2003 eingestellt, und seine Position im Preis wurde durch den FX35/45 Crossover-SUV eingenommen. Der letzte QX4 wurde im November 2002 produziert. 2004 wurde der QX4 durch den größeren QX56 abgelöst.